# Kidal
Kidal – miasto w północno-wschodnim Mali, ośrodek administracyjny regionu Kidal. Położone 285 km na północny zachód od Gao, głównego miasta regionu. 
W mieście znajduje się port lotniczy Kidal (kod ICAO: GAKL) oraz baza sił pokojowych ONZ w ramach misji pokojowej o kryptonimie MINUSMA.  